# Long Valley Caldera
La Caldera de Long Valley es una depresión en el este de California que se encuentra junto a la Montaña Mamut. El valle es una de las calderas más grandes de la Tierra: mide alrededor de 20 mi (32,2 km) de largo (este-oeste), 11 mi (17,7 km) de ancho (norte-sur), y hasta 3000 pies (914,4 m) de profundidad.
Long Valley se formó hace 760 000 años cuando una erupción muy grande liberó cenizas calientes que luego se enfriaron para formar la toba Obispo que es común en el área. La erupción vació la cámara de magma debajo del área hasta el punto de colapsar. La segunda fase de la erupción liberó flujos piroclásticos que quemaron y enterraron miles de kilómetros cuadrados. Las cenizas de esta erupción cubrieron gran parte de la parte occidental de lo que ahora es Estados Unidos.

## Geografía
La caldera es una depresión gigante en forma de cuenco, de aproximadamente 20 mi (32,2 km) de ancho, rodeada de montañas excepto al sureste. La elevación del fondo del cuenco varía de 6500 a 8500 pies (1981,2 a 2590,8 m), siendo mayor en el oeste.
Cerca del centro del cuenco, hay un domo resurgente formado por un levantamiento magmático. La ladera sureste de la caldera hacia Bishop, California está llena de toba Obispo, un tipo de ceniza solidificada que fue expulsada durante la erupción que creó la caldera. La toba Obispo tiene miles de pies de espesor y está cortada por el desfiladero del río Owens, formado durante el Pleistoceno cuando la caldera se llenó de agua y sobrepasó su borde.
El borde de la caldera se forma a partir de roca preexistente, elevándose a unos 3000 pies (914,4 m) por encima del suelo de la caldera. Sin embargo, el borde oriental es más bajo, siendo sólo de unos 500 pies (152,4 m) aproximadamente.
La Montaña Mamut  es un complejo de domos de lava al oeste del borde estructural de la caldera, la cual consta de aproximadamente 12 domos superpuestos de riodacita y dacita. Estos domos se formaron en una larga serie de erupciones desde hace 110.000 a 57.000 años, creando un volcán que cuenta con 11 059 pies (3370,8 m) de elevacón.
Los cráteres Mono-Inyo son una cadena volcánica de 25 mi (40,2 km) situada a lo largo de un estrecho sistema de fisuras de norte a sur que se extiende a lo largo del borde occidental de la caldera desde la Montaña Mamut hasta la orilla norte del lago Mono. Los cráteres Mono-Inyo entraron en erupción entre 40.000 y 600 años atrás, a partir de una fuente de magma separada de la Caldera de Long Valley.
La caldera tiene un extenso sistema hidrotermal. Las Aguas Termales de Casa Diablo localizadas en la base de la cúpula resurgente albergan una planta de energía geotérmica. El arroyo Hot Creek corta parte de la cúpula resurgente y pasa a través de sus aguas termales. Su agua tibia alberga muchas truchas y se utiliza para un criadero de peces localizado en el área. El arroyo se cerró para nadar en 2006 después de que aumentara la actividad geotérmica de la caldera. Hay una serie de otras fuentes termales en el área, algunas de las cuales se encuentran abiertas a los bañistas.

## Geología

### Caldera
Las causas tectónicas del vulcanismo de Long Valley aún no tiene una explicación en gran medida y, por lo tanto, son un tema de mucha investigación. Long Valley no se encuentra por encima de un punto caliente, como los que alimentan la Caldera de Yellowstone o los volcanes de Hawái; ni es el resultado de una subducción como la que produce el vulcanismo de las Cascadas.
La historia volcánica conocida del área de la Caldera de Long Valley comenzó hace unos millones de años cuando el magma comenzó a acumularse varias millas debajo de la superficie. Esta actividad volcánica se concentró en las cercanías del sitio actual de Long Valley Caldera hace 3,1 a 2,5 millones de años con erupciones de riodacita seguidas de riolita con alto contenido de sílice desde hace 2,1 a 0,8 millones de años. Después de un tiempo, se formó en el área un grupo de volcanes, en su mayoría riolíticos. En total, unos 1500 mi² (3885,0 km²)   fueron cubiertos por lava.
Todos menos uno de estos volcanes, la Montaña de Cristal de 1 a 2 millones de años (hecho de obsidiana), fueron destruidos por la gran erupción (con un índice de explosividad volcánica (IEV) de 7) del área hace 760.000 años, que liberó 600 km3 (144 mi3) de material desde los respiraderos justo dentro del margen de la caldera (La erupción del erupción del Monte Santa Helena de 1980 fue una erupción con IEV de 5 que liberó 1.2 km³ (0.29 mi3)). Aproximadamente la mitad de este material fue expulsado en una serie de flujos piroclásticos de temperaturas muy altas (1500 °F (815,6 °C)) mezclados de gases nocivos, piedra pómez y ceniza volcánica que cubrieron el área circundante a cientos de pies de profundidad. Un lóbulo de este material se movió hacia el sur al Valle Owens, más allá de lo que hoy es Big Pine, California. Otro lóbulo se movió hacia el oeste sobre la cresta de Sierra Nevada y hacia el drenaje del río San Joaquín. El resto del material piroclástico, junto con 300 km³ (72 mi3) de otros materiales, fue volado hasta 25 mi (40,2 km) en el aire donde los vientos lo distribuyeron tan lejos como el este de Nebraska y Kansas .
La erupción inicialmente produjo una caldera 2–3 km (1,2–1,9 millas) de profundidad. Sin embargo, gran parte de la eyección fue directamente hacia arriba, cayó y llenó la caldera inicial aproximadamente a dos tercios de su capacidad.

### Erupciones
Las erupciones posteriores de la cámara de magma de Long Valley quedaron confinadas dentro de la caldera con extrusiones de riolita (sin cristales) relativamente caliente hace 700 000 a 600 000 años cuando el suelo de la caldera se elevó para formar el domo resurgente seguido de extrusiones de un foso más frío y rico en cristales riolita en intervalos de 200.000 años (hace 500.000, 300.000 y 100.000 años) en el sentido de las agujas del reloj alrededor de la cúpula. La disminución de la actividad volcánica y la lava cada vez más cristalina expulsada durante los últimos 650.000 años, así como otras tendencias, sugieren que el depósito de magma debajo de la caldera ahora se ha cristalizado en gran medida y es poco probable que produzca erupciones a gran escala en el futuro.
El volcán de Long Valley es inusual porque ha producido erupciones de lava basáltica y silícica en el mismo lugar geológico.
El agua del río Owens llenó la caldera a una profundidad de 300 m (328 yd) desde hace unos 600.000 años atrás. En ese momento, la superficie del lago estaba a una altura cercana a los 7500 pies (2286 m). El lago se drenó en algún momento de los últimos 100.000 años después de que superó el borde sur de la caldera, erosionó el umbral y creó el cañón del río Owens. Una presa hecha por el hombre en el desfiladero formó el lago Crowley, una restauración parcial del lago original. Desde la gran erupción, se desarrollaron muchas fuentes termales en el área y la cúpula resurgente se ha levantado.
Durante la última edad de hielo, los glaciares llenaron los cañones que conducen hacía Long Valley, pero el fondo del valle se encontraba libre de hielo. En Long Valley se pueden ver ejemplos de morrenas terminales. Laurel Creek, Convict Creek y McGee Creek tienen morrenas prominentes.

### Actividad reciente
En mayo de 1980, un fuerte conjunto de terremotos que incluyó cuatro terremotos Richter de magnitud 6 golpearon el margen sur de Long Valley Caldera. Esto se asoció con un levantamiento de 10 plg (25,4 cm) del piso de la caldera en forma de cúpula. Estos eventos marcaron el inicio del último período de disturbios en la caldera que se encontraba en curso. Estos disturbios incluyen terremotos recurrentes y un levantamiento continuo en forma de cúpula de la sección central de la caldera, acompañado de cambios en las fuentes termales y emisiones de gases. Después del sismo, se creó otra carretera como vía de escape. Al principio, su nombre se propuso como "Ruta de escape de Mammoth", pero se cambió a Circuito Escénico de Mammoth después de que las empresas y los propietarios de tierras del área de Mammoth se quejaran.
En 1982, el Servicio Geológico de los Estados Unidos bajo el Programa de Peligros de Volcanes comenzó un esfuerzo intensivo para monitorear y estudiar los disturbios geológicos en la Caldera de Long Valley. El objetivo consiste en proporcionar a los residentes y las autoridades civiles información confiable sobre la naturaleza de los peligros potenciales que plantean estos disturbios y una advertencia oportuna de una erupción volcánica inminente, en caso de que se desarrolle. La mayoría de las erupciones volcánicas están precedidas y acompañadas de cambios geofísicos y geoquímicos en el sistema volcánico. Los indicadores precursores comunes de la actividad volcánica incluyen el aumento de la sismicidad, la deformación del suelo y las variaciones en la naturaleza y la tasa de las emisiones de gases.

### Sistema hidrotermal
La Caldera de Long Valley alberga un sistema hidrotermal activo que incluye aguas termales, fumarolas (respiraderos de vapor) y depósitos minerales. Las aguas termales existen principalmente en la mitad oriental de la caldera, donde las elevaciones de la superficie terrestre son relativamente bajas. Las fumarolas existen principalmente en la mitad occidental, donde las elevaciones son más altas. Los depósitos minerales de la actividad térmica se encuentran en un área elevada llamada cúpula resurgente, en los manantiales Little Hot Creek, Hot Creek Gorge y otros lugares en los fosos sur y este de la caldera.
Las aguas termales descargan principalmente en el Cañón de Hot Creek, a lo largo de Little Hot Creek y en el área de lagos alcalinos. Los manantiales más grandes están en el Cañón de Hot Creek, donde se descargan unos 250 L (66,0 galAm) por segundo de agua termal, los cuales representan alrededor del 80% de la descarga total de agua termal en la caldera. En el otro extremo están los manantiales en el criadero de peces de Hot Creek que contienen un pequeño componente (2–5%) de agua termal que eleva la temperatura del agua alrededor de 5 °C (41 °F) más alto que las temperaturas del fondo. El uso del agua tibia de manantial en el criadero ha aumentado la producción de peces porque las tasas de crecimiento de las truchas son más rápidas en el agua tibia que en la temperatura ambiente de la corriente en Long Valley.
En los sistemas hidrotermales, la circulación de las aguas subterráneas está impulsada por una combinación de la topografía y fuentes de calor. En la Caldera de Long Valley, el sistema se recarga principalmente de la nieve derretida en las tierras altas alrededor de los bordes occidental y sur de la caldera. El agua del deshielo y la lluvia se infiltra a profundidades de unos pocos kilómetros, donde se calienta a por lo menos 220 ºC (428 °F) debido a rocas calientes cerca de intrusiones geológicamente jóvenes. El flujo ascendente se produce en el foso oeste, donde el agua calentada de menor densidad se eleva a lo largo de fracturas muy inclinadas a profundidades de 1 a 1–2 km (0,62–1,24 mi). Este fluido hidrotermal fluye lateralmente, siguiendo el gradiente hidráulico, desde el oeste hacia el sureste alrededor del domo resurgente y luego hacia el este hasta los puntos de descarga a lo largo de Hot Creek y alrededor del lago Crowley. Las temperaturas del embalse en el relleno volcánico descienden desde los 220 ºC (428 °F) cerca de los cráteres Inyo hasta 50 ºC (122 °F) cerca del lago Crowley debido a una combinación de pérdida de calor y mezcla con agua fría.
Hot Creek ha sido un lugar popular para nadar durante décadas. Más de una docena de personas han muerto en Hot Creek desde finales de la década de 1960, pero la mayoría de estas muertes ocurrieron a personas que ignoraron las numerosas señales de advertencia e intentaron usar las piscinas hidrotermales como jacuzzis (al igual que en partes del arroyo, estas piscinas alternan su temperatura, pero las erupciones en las piscinas son de agua calentada en agua que ya se encuentra muy caliente).[cita requerida] La inestabilidad geotérmica reciente ha llevado a su cierre temporal para nadar. Los funcionarios no están seguros de cuándo (si alguna vez) Hot Creek reabrirá oficialmente para nadar.
La actividad hidrotermal ha alterado muchas rocas de la caldera, transformándolas en travertino y arcilla. En la mina de arcilla Huntley se extrae arcilla calcárea blanca llamada caolinita; la caolinita está expuesta en la cúpula resurgente y aparece como una banda blanca brillante.

## Turismo y senderismo

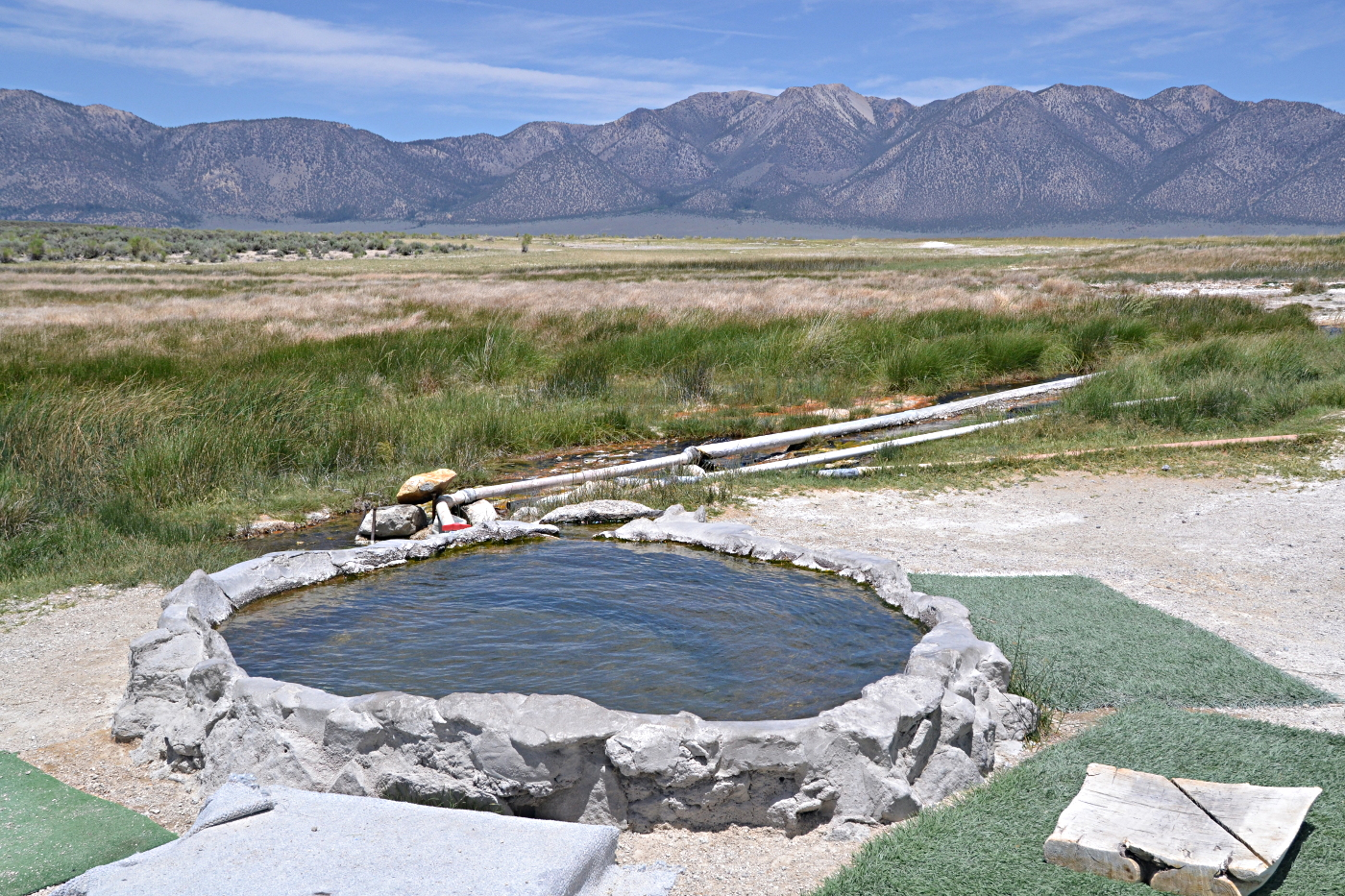
Long Valley Caldera cerca de la Montaña Mammoth.

La atracción turística más grande de la caldera es el área de esquí de Mammoth Mountain, la cual ofrece esquí y snowboard en invierno y ciclismo de montaña en verano. La atracción turística Hot Creek se cerró para nadar en 2006 debido al aumento de la actividad geotérmica.
El senderismo y la conducción de vehículos todoterreno están disponibles en toda la caldera y en los valles glaciares de Sherwin Range, inmediatamente al sur de la caldera. Los excursionistas pueden ir de excursión a varios lagos en estos valles glaciares, incluidos Valentine Lake, Convict Lake, Lake Dorothy y Laurel Lakes. El lago Crowley en el extremo sur de la caldera se destaca por su pesca.
Los hoteles más cercanos a la caldera están en Mammoth Lakes, California. También hay campamentos dispersos por toda la caldera y en las montañas cerca del borde de la caldera.

## Fatalidades
En abril de 2006, tres miembros de la patrulla de esquí de Mammoth Mountain murieron mientras estaban en servicio. Los tres murieron asfixiados por dióxido de carbono cuando cayeron en una fumarola en las laderas de la montaña mientras intentaban cercarla.